# Khu kinh tế Vân Đồn
Khu kinh tế Vân Đồn là một khu kinh tế ở miền Bắc Việt Nam, được thành lập vào giữa năm 2007 với mục tiêu trở thành một trung tâm du lịch sinh thái biển đảo chất lượng cao và dịch vụ cao cấp, đồng thời là trung tâm hàng không, đầu mối giao thương quốc tế, thúc đẩy phát triển kinh tế ở Quảng Ninh. Khu kinh tế Vân Đồn bao gồm một khu phi thuế quan (khu thương mại tự do) ở cạnh cảng Vạn Hoa và một khu thuế quan.
Khu này bao trùm toàn bộ huyện đảo Vân Đồn (tỉnh Quảng Ninh), rộng 2.200 km² trong đó diện tích đất tự nhiên 551,33 km², phần vùng biển rộng 1620 km²; có ranh giới địa lý được xác định trong khoảng tọa độ địa lý từ 20°40 đến 21°16 vĩ Bắc và từ 107°15 đến 108° kinh Đông.
Phục vụ giao thông cho Khu kinh tế Vân Đồn có Cảng Vạn Hoa và Sân bay quốc tế Vân Đồn.
Ngày 18 tháng 2 năm 2009, Thủ tướng Việt Nam đã ký phê duyệt nhiệm vụ quy hoạch chung xây dựng Khu kinh tế Vân Đồn đến năm 2020 và tầm nhìn đến 2030.
Tháng 1/2015 Thủ tướng Chính phủ quyết định bổ sung khu kinh tế được đầu tư phát triển từ nguồn ngân sách nhà nước giai đoạn 2013-2015